# スズキ・セピア
セピア（Sepia）とは、スズキが製造販売していたスクータータイプの原動機付自転車である。

## 概要
セピアは、アドレスの下位モデルとして1989年に発売された。アドレスに続き、ヘルメット収納スペース（メットイン機能）を持つスクーターとして人気モデルになった。1999年に生産終了。レッツが実質的な後継にあたる。

## 車名の由来
車名のSepiaは、セピア色のもつ中性的なイメージと言葉の響き、音感のよさから命名された。

## モデル一覧

### セピア（AF50）
1989年4月発売。当時はメットイン機能が一部のスクーターに採用され始めた時期であり、セピアはアドレスよりもコンパクトで安価なメットインスクーターとして人気となった。CMキャラクターは井森美幸。発売当時の価格は129,000円。
特徴
- シート下の大容量パーソナルスペースに、ヘルメットなどの格納が可能
- シート下スペースに内張や照明を設置
- シートを開けることなくガソリンやオイルの給油が可能なフューエルリッドを装備
- 強度と剛性を保つ板金モノコック（シート下スペース周辺）とパイプフレームを併用
- 低いシート高（675 mm）
- コンパクトなボディサイズ
- 最高出力6.8 PS/7000 rpm
- 年間販売目標台数は10万台

### セピアZZ（AF50）
セピアZZ（ジーツー）は、セピアのスポーツモデルとして、1990年3月に発売された。装備の充実したハイスペックなモデルとしてヒット車種となった。発売当時の価格は146,000円。
特徴
- 最高出力が0.2 PS増しの7.0 PSエンジンを搭載
- ボトムリンク式フロントフォークとフロントディスクブレーキを装備
- 他社に先駆けてハイマウントストップランプを採用（最初期モデルはリアスポイラーのみ）
- ハイグリップタイプの偏平チューブレスタイヤを前後に装着
- チャンバータイプマフラーを採用

1992年のマイナーチェンジでは外装品（カウル類）の形状が変更された。この時のライト周辺部品はレッツ２にも使用された。
AF50は、1993年にAJ50セピアが発売された後も併売された。

### Newセピア/RS/ZZ（AJ50）
Newセピアは1993年1月に発売された。標準モデルのほかに、フロントディスクブレーキを装備したセピアRS、スポーツタイプのセピアZZの3種類が同時にラインナップされた。セピアZZは、最高出力が自主規制上限値の7.2 PSとなり、パワー競争の火付け役となった。
メーカー希望標準小売価格（一部地域を除く）
- セピア：139,000円
- セピアRS：150,000円
- セピアZZ：165,000円

特徴
- 新設計のエアロフォルム
- フロントラックを標準装備
- 燃料タンク容量が4.2 Lにアップ
- プラグ整備用のメンテナンスリッドを装備
- フロントディスクブレーキを装備したセピアRSを追加
- エンジン始動と同時に点灯するフェンダーマーカー（セピアZZのみ）

1994年には3000台限定でラッキーストライクカラーのセピアZZが販売された。
2000年に発売された、後継機種の「ZZ」では、セピアの名前が外された。